# Andrea Vendrame
Andrea Vendrame (* 20. Juli 1994 in Conegliano) ist ein italienischer Radrennfahrer.

## Karriere
Im Jahr 2014 ging Andrea Vendrame im Alter von 19 Jahren für das italienische UCI Continental Team Marchiol Emisfero an den Start. In den Jahren darauf fuhr er als Amateur bei dem Team Zalf Euromobil Fior und gewann mit dem Giro Belvedere di Villa di Cordignano 2015 ein internationales U23 Rennen. Im Jahr 2016 holte er als Dritter die Bronzemedaille im Straßenrennen der U23-Europameisterschaften. Weiters wurde er Zweiter des Piccolo Giro di Lombardia.
Im Alter von 22 Jahren erhielt Andrea Vendrame mit der Saison 2017 einen Vertrag bei dem italienischen UCI Professional Continental Team Androni Giocattoli. Im Mai gewann er zunächst eine Etappe der Tour de Bretagne, ehe er die Bergwertung der Vier Tage von Dünkirchen für sich entschied. Beim Giro d’Italia 2018 gab er sein Grand-Tour-Debüt, wobei er den 90. Gesamtrang belegte. In der Saison 2019 setzte er sich bei der Abschlussetappe der Région Pays de la Loire Tour durch, ehe er das Schotter-Rennen Tro-Bro Léon im Sprint aus einer kleinen Gruppe für sich entschied. Beim Giro d’Italia verpasste er als Zweiter nur knapp einen Etappensieg, als er sich bei der Bergankunft der 19. Etappe nur dem Kolumbianer Esteban Chaves geschlagen geben musste.
Zur Saison 2020 wechselte Vendrame zum UCI WorldTeam AG2R La Mondiale (später Decathlon AG2R La Mondiale). In seiner ersten Saison verpasste er als Elfter nur knapp die Top 10 bei Mailand–Sanremo und belegte im Straßenrennen der italienischen Meisterschaften hinter Giacomo Nizzolo, Davide Ballerini und Sonny Colbrelli den vierten Rang.
Sein bislang größter Erfolg gelang ihm im Jahr 2021 als er die 12. Etappe des Giro d’Italia im Sprint aus einer Ausreißergruppe gewann. Nachdem er im selben Jahr eine Etappe und die Punktewertung der Route d’Occitanie für sich entschieden hatte, feierte er im Jahr 2024 einen weiteren Etappenerfolg bei der Italien-Rundfahrt. Diesmal setzte er sich auf der 19. Etappe rund 28 Kilometer vor dem Ziel von der Ausreißergruppe ab und kam als Solist in Sappada an.
Im Jahr 2025 gewann er eine Etappe von Tirreno–Adriatico, als er sich im Sprint einer kleinen Gruppe vor Thomas Pidcock und Romain Grégoire durchsetzte.

## Erfolge
2015
- Giro del Belvedere

2016
- U23-Europameisterschaft – Straßenrennen

2017
- eine Etappe Tour de Bretagne

2019
- eine Etappe Circuit Cycliste Sarthe
- Tro Bro Leon

2021
- eine Etappe Giro d’Italia
- eine Etappe und Punktewertung Route d’Occitanie

2024
- eine Etappe Giro d’Italia

2025
- eine Etappe Tirreno–Adriatico

## Grand Tours-Platzierungen
| Grand Tour            | 2017 | 2018 | 2019 | 2020 | 2021 | 2022 | 2023 | 2024 | 2025 |
| --------------------- | ---- | ---- | ---- | ---- | ---- | ---- | ---- | ---- | ---- |
| Giro d’ItaliaGiro     | –    | 90   | 55   | 50   | 50   | 55   | DNF  | 46   | 35   |
| Tour de FranceTour    | –    | –    | –    | –    | –    | –    | –    | –    |      |
| Vuelta a EspañaVuelta | –    | –    | –    | –    | –    | DNF  | 95   | –    |      |